# Yersinia enterocolitica
Yersinia enterocolitica es una bacteria de la familia Yersiniaceae, género Yersinia. Es un cocobacilo gramnegativo con bordes redondeados, no esporulado, capaz de crecer dentro de una amplia escala de temperaturas (desde -1 °C hasta +40 °C). Es móvil a 22 °C con movimientos ondulantes y giratorios gracias a que presenta flagelos peritricos; dicha movilidad no se presenta si su cultivo se incuba a 37 °C. Presenta pili y fimbrias, una cápsula de poco espesor y flagelos peritricos o anfitricos. Es una de las causas del síndrome diarreico invasor, aunque es menos frecuente que otros agentes. Fue descubierta en 1939 como patógeno primario para el ser humano y fue involucrada en procesos intestinales. Esta es una bacteria que predomina en países europeos.
Anteriormente se le clasificaba como Bacterium enterocolitica. Después de varias reclasificaciones, finalmente en el año 1964 se le clasificó definitivamente dentro de las especies del género Yersinia.
Esta bacteria se multiplica en las mucosas y se puede transmitir a través del contacto con animales, ingestión de productos alimenticios contaminados o agua contaminada. Raramente causa infecciones mortales. Habita en el intestino de animales domésticos.
Esta bacteria genera manifestaciones variadas, que van desde un síndrome diarreico invasor autolimitado, hasta un cuadro de septicemia franco que conduce a la muerte. Entre otras manifestaciones, una de las más frecuentes es la adenitis mesentérica, causante de pseudoapendicitis, poliartritis, eritema nodoso, ileítis terminal y necrosis hemorrágica ileocecal.
Para su diagnóstico certero, se aísla el agente en medios de cultivo, por medio de incubación en frío y técnicas serológicas para establecer el diagnóstico rápido de la infección.
Metabólicamente, es aerobia o anaerobia facultativa, catalasa positiva, produce gas en ocasiones, fermentadora positiva, ureasa positiva, lactosa negativa y oxidasa negativa. Fermenta la glucosa y dependiendo de la fermentación de otros carbohidratos se puede identificar la especie de Yersinia; en el caso de Yersinia enterocolitica, fermenta la sacarosa. Es heterótrofa y no proteolítica.
Con base a su antígeno somático (antígeno O), se han descrito más de 50 serotipos, de los cuales, los O:1, O:2 y O:16 han sido considerados como ambientales o que afectan a especies animales. Otros serotipos, como O:3, O:5, O:7, O:8 y O:9, son aceptados como patógenos primarios del humano. Los serotipos O:8 y O:21 se han asociado con la producción de infecciones mortales; O:3, O:5, O:7 y O:9 producen procesos infecciosos intestinales o simplemente se eliminan de forma prolongada en heces.
- Tolerancia al pH del medio: neutrófila.

Min: pH 4

Óptimo: pH 7

Max: pH 10
- Temperatura de crecimiento: bacteria psicrotrofa (puede desarrollarse en el frigorífico).

Min: 0 °C
Óptima: 29 °C
Max: 42 °C
- ClNa: 0-5%

- Factores de crecimiento necesarios: biotina y tiamina.

- Virulencia: las cepas patógenas secretan una enterotoxina resistente al calor e invaden el intestino delgado.

- Enterotoxina:

PM: 10.000-50.000 daltons.
Resiste el calor (121 °C - 30 min).
Resiste la variación de pH (1-11).
- Zoonosis: inóculo de 108 a 109.